# Deacon Blue
Deacon Blue est un groupe de pop écossais originaire de Glasgow. Après avoir connu un grand succès à la fin des années 1980 et au début des années 1990, il se sépare en 1994, pour se réunir cinq ans plus tard.

## Discographie

### Albums studio
- 1987 - Raintown
- 1989 - When the World Knows Your Name
- 1991 - Fellow Hoodlums
- 1993 - Whatever You Say, Say Nothing
- 1999 - Walking Back Home
- 2001 - Homesick
- 2012 - The Hipsters
- 2014 - A New House
- 2016 - Believers
- 2020 - A City of Love
- 2021 - Riding on the Tide of Love
- 2025 - The Great Western Road

### Compilations
- 1994 - Our Town: The Greatest Hits
- 1997 - Riches & More
- 1999 - Walking Back Home
- 2001 - The Very Best of Deacon Blue
- 2023 - You Can Have It All: The Complete Albums Collection (Coffret 14CD)
- 2023 - All the Old 45s: The Very Best of Deacon Blue